# Circuito di Johor

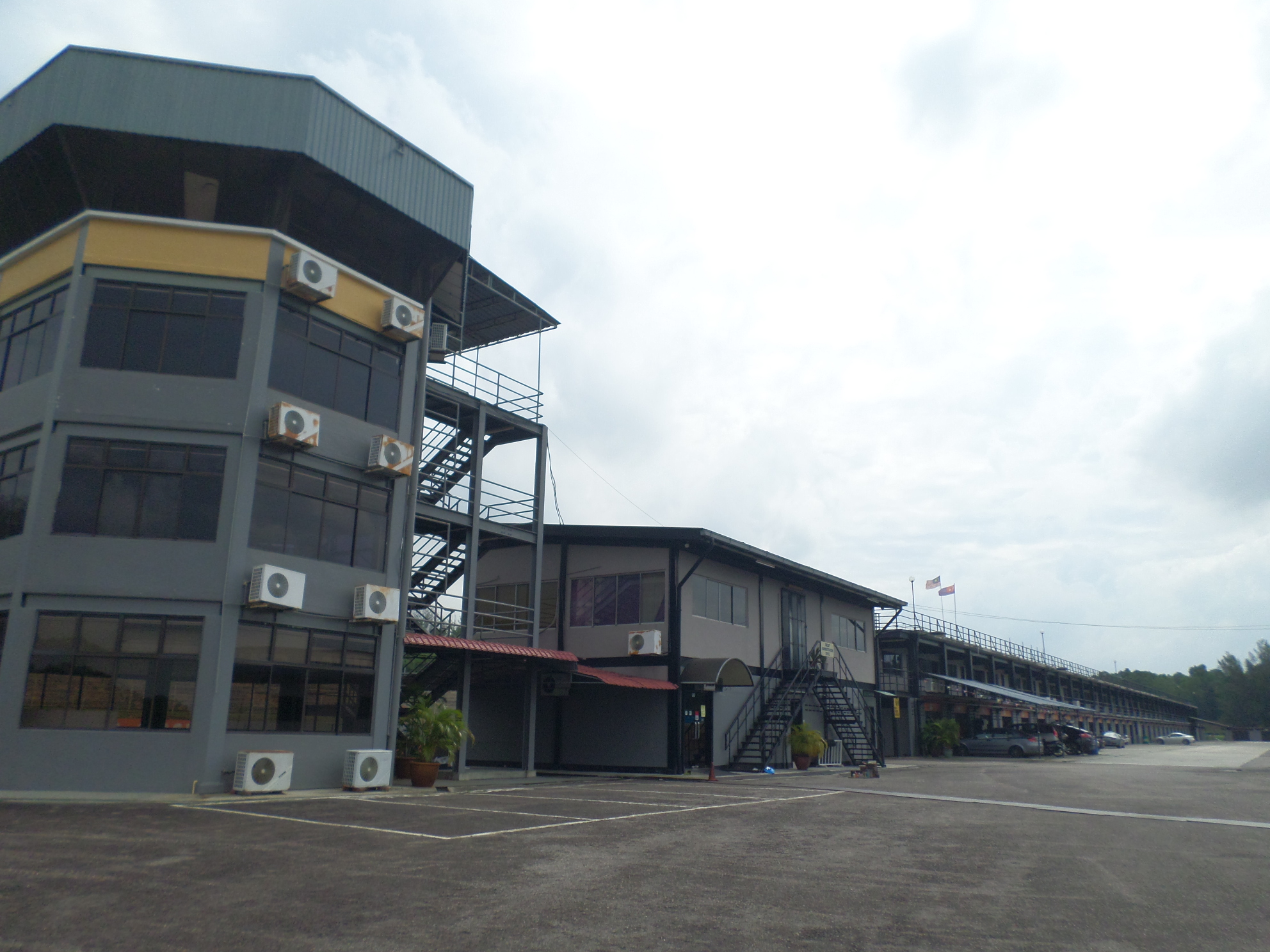
Circuito di Johor

Il circuito di Johor è il circuito per gare sportive della città di Pasir Gudang, nello Stato di Johor, in Malaysia. Il circuito fu aperto ufficialmente nel 1986 dal sultano Iskandar di Johor (ottavo Yang di-Pertuan Agong).
Sul tracciato si è svolta una prova del mondiale Superbike nel 1992 e una nel 1993, mentre nel 1998 ha ospitato il GP della Malesia del motomondiale, che negli anni precedenti si era disputato sul circuito di Shah Alam; in quell'anno i vincitori delle classi 500, 250 e 125 furono rispettivamente Mick Doohan, Tetsuya Harada e Kazuto Sakata. Dall'anno successivo il Gran Premio si è spostato al circuito di Sepang, di nuova costruzione.

## Albo d'oro del Motomondiale
| Anno | Classe 125          | Classe 250               | Classe 500             |
| ---- | ------------------- | ------------------------ | ---------------------- |
| 1998 | Noboru Ueda (Honda) | Tetsuya Harada (Aprilia) | Michael Doohan (Honda) |